# Russ Millions
Russ Millions anciennement Russ, Russ Splash ou RussMB, de son vrai nom Shylo Batchelor Ashby Milwood, né le 20 mars 1996 à Deptford à Londres, est un rappeur britannique. 

## Biographie
Shylo Batchelor Ashby Milwood naît le 20 mars 1996 à Deptford à Londres.
En décembre 2018, il sort son single Gun Lean sur le label Virgin Records . Le titre s'est classé à la 9ᵉ place du UK Singles Chart , devenant ainsi le premier titre de drill britannique à atteindre le top 10 . Russ Millions a collaboré avec Buni, Taze, Tion Wayne, Digga D, Pressa, LD et Dappy ,.
La danse que Russ exécute dans le clip est devenue une tendance et a été imitée par des footballeurs, comme Jesse Lingard . The Guardian l'a classée au dixième rang de sa liste des plus grandes folies de la musique pop .
En avril 2019, son single Keisha & Becky en collaboration avec Tion Wayne entre dans le UK Singles Chart à la 19ᵉ position, avant de grimper à la 7ᵉ place. La chanson est certifiée disque de platine par la British Phonographic Industry (BPI). En tant qu'artiste principal, il a atteint la première place du classement avec le titre Body, également aux côtés de Tion Wayne.